# Diarmait Dian
Diarmait Dian mac Airmetaig, connu également comme Diarmait Guthbinn, (mort 689) du Clan Cholmáin, est roi d'Uisneach dans le royaume de Mide. Il est le petit-fils de  Conall Guthbinn mac Suibni (mort en 635), un précédent souverain,.Diarmait règne de 653 à 689.

## Biographie
Son père Airmetach Cáech est tué lors de la célèbre bataille de Magh Rath en 637. La faide entre le  Clan Cholmáin et le Síl nÁedo Sláine du début du VIIe siècle s'est terminée par la victoire du Síl nÁedo Sláine qui contrôle le titre d'Ard rí Érenn lors de la seconde moitié du siècle. Toutefois ses membres déclenchent une autre faide entre eux, et le Clan Cholmain intervient bien entendu dans ce nouveau conflit. En 662, un membre de la lignée cousine le Clann Cholmáin Bicc, Fáelchú mac Máele Umai est tué lors de la bataille d'Ogamain en combattant au côté de Conaing Cuirre mac Congaile de Cnogba et Blathmac (mort en 665), les partisans de  Diarmait Ruanaid (mort en 665).
Diarmait lui-même est tué en 689 en participant à une ancienne faide contre Áed mac Dlúthaig (mort en 701) du sept Fir Cúl Breg du
Síl nÁedo Sláine car le grand-père d'Áed Ailill Cruitire mac Áedo Sláine avait été tué lors d'un combat par le grand-père de
Diarmait Conall Guthbinn en 634. Selon le
Livre de Leinster, Conall Guthbinn avait été tué à son tour par Fínnachta Fledach mac Dúnchado (mort en 695) de Brega.

## Postérité
Les fils de Diarmait sont : 
- Murchad Midi mac Diarmato (mort en 715)[10],
- Áed mac Diarmaito Dian, connu comme roi d'Uisnech, tué à la bataille de Mag Singittae, près de Billywood, (Meath, Leinster), en 714[11],[12]
- Colgu mac Diarmaito Dian, connu comme roi d'Uisnech, tué à la bataille de  Mag Singittae, près de Billywood, Meath, Leinster), Irlande en 714[13],[12]
- Bodbchad, tué à la bataille de  Clane (Claeneth, claenad), (Kildare, Leinster ) en 704[14],[15].

Le petit-fils de Diarmait Domnall Midi mac Murchado (mort en 763) fut Ard rí Érenn.